# 阿尔伯特·C·巴恩斯
阿尔伯特·库姆斯·巴恩斯（Albert Coombs Barnes，1872年1月2日—1951年7月24日）是一名美国化学家、商人、艺术收藏家、作家和教育家，巴恩斯基金会的创始人。

## 早年
1872年1月2日，巴恩斯出生于费城，父母是工人阶级。他的父亲屠夫约翰·J·巴恩斯（John J. Barnes）曾在美国内战期间在第82宾夕法尼亚志愿步兵团D连服役，在冷港战役中失去了右臂 （p. 38）。战后，约翰·巴恩斯领着每月8美元的伤残撫卹金，辗转从事检查员、守夜人和邮递员等工作为生。其母莉迪亚·A·沙弗（Lydia A. Schaffer）是一位虔诚的循道宗教徒，带他参加了很多黑人社区活动。他们居住的地方也属于贫民区。
阿尔伯特·巴恩斯于1885年在威廉威尔士小学（William Welsh Elementary School）完成了小学学业 （p. 12），并成为该校被负有盛名的中央高中录取的唯二的男生之一 （p. 12）。1889年6月27日，巴恩斯毕业 （p. 12）。在中央高中，他与未来的艺术家威廉·格拉肯斯成为朋友。
1889年9月，巴恩斯进入宾夕法尼亚大学医学院求学（p. 13），1892年5月6日毕业（p. 333）。1892年，他曾在佩恩研究生医院（p. 345）、匹兹堡梅西医院（Mercy Hospital of Pittsburgh）实习。1893年，他成为精神医院沃伦州立医院的助理医师。他最终发现自己不适合当医生（p. 13）。
巴恩斯决定转而学习化学 （p. 13）。他前往当时的化学研究和教育中心——德国，1895年左右在柏林学习。回到美国后，他于1898年加入了制药公司H. K. Mulford。公司将他送回德国，在海德堡学习，巴恩斯将这座城市描述为“各国科学研究人员的一块磁石”。

## 经商
1899年，他与德国化学家赫尔曼·希勒（Hermann Hille）合作发明了防腐剂弱蛋白銀，用于治疗眼部感染。1902年，他们成立了一家叫巴恩斯和希勒（Barnes and Hille）的合伙公司，希勒负责生产，巴恩斯负责销售。公司效益蒸蒸日上，但两人之间的关系却日渐变差。1908年公司解散。巴恩斯继续组建A.C. 巴恩斯公司（A.C. Barnes Company）并为弱蛋白銀注册了商标。1929年7月，纽约Zonite公司收购了A.C. 巴恩斯公司。

## 艺术收藏
1911年，巴恩斯与高中同学威廉·格拉肯斯重逢，1912年1月，巴恩斯给了格拉肯斯二万美元去巴黎购买画作，格拉肯斯买回33件作品 （p. 19）。巴恩斯本人也在同年两次前往巴黎。12月，他遇到了格特鲁德·斯泰因和利奥·斯坦因，并从他们那里购买了他最早的两幅马蒂斯。巴恩斯还从艺术品经销商保罗·纪尧姆买了不少非洲艺术品。
巴恩斯一生中经手过许多艺术作品。去世时，他的藏品有4,000多件，包括900多幅画作。其中比较重要的包括181幅皮埃尔-奥古斯特·雷诺阿、69幅保罗·塞尚、59幅亨利·马蒂斯、46幅巴勃罗·毕加索以及7幅文森特·梵高。

## 巴恩斯基金会
巴恩斯长期以来一直对教育感兴趣。他在经营工厂时每天都会举办两个小时的员工研讨会，阅读威廉·詹姆士、约翰·杜威和乔治·桑塔亚那的著作，探讨哲学、心理学和美学。他支持哈莱姆文艺复兴，通过奖学金支持年轻的非裔美国艺术家和音乐家在基金会学习。
他与朋友兼导师约翰·杜威一起决定扩大他的教育事业。1922年12月，巴恩斯基金会从宾夕法尼亚州获得了教育牌照。由于巴恩斯基金会是一家教育机构，巴恩斯对参观做出了限制，经常要求人们来信预约，也经常拒绝访客。他尤其不喜欢與有钱、有权者来往。1939年，巴恩斯冒充自己的秘书发了一封信，拒绝沃爾特·克萊斯勒参观，理由是自己“正在努力打破吞金鱼的世界纪录”。（p. 13）
受他的律师约翰·格雷弗·约翰逊影响，巴恩斯生前明确表示：所有画作都应留在捐赠者要求的位置上展出。他去世以来基金会一直如此，直到蒙哥馬利縣法庭于2004年宣告此契约无效。
巴恩斯很讨厌彩色照片，巴恩斯夫人曾写信给亨利·马蒂斯说：“尽管摄影工艺有所改进，但它并没有忠实地再现艺术家的色彩” （p. 282）。他收藏的马蒂斯画作《生活的欢乐》（Le bonheur de vivre）因没有彩照而长期不为人所知。
1923年，巴恩斯的收藏在宾夕法尼亚美术学院公开展出，但它们对大多数人来说过于前卫，因此遭到评论家们嘲讽 。

## 晚年
1940年，巴恩斯和他的妻子在宾夕法尼亚州西派克兰镇购买了一座18世纪的庄园，并以他们最喜欢的狗的名字将其命名为“Ker-Feal”（布列塔尼语，意为“Fidèle之家”） （p. 45）。
1951年7月24日，巴恩斯死于一场车祸。他带着爱犬Fidèle从庄园开车前往梅里恩，在一个十字路口遭一辆卡车侧撞，当场死亡。

## 家庭
巴恩斯与纽约布鲁克林一个杂货商的女儿劳拉·莱格特（Laura Leggett；1875 - 1966）结婚，两人没有孩子。
巴恩斯基金会成立时，劳拉·巴恩斯被任命为董事会副主席。1940年10月，她与宾夕法尼亚大学植物学家小约翰·米尔顿·福格一起创办了巴恩斯基金会树木园学校（Arboretum School of the Barnes Foundation），并在其中授课。
1951年丈夫阿尔伯特去世后，她接替丈夫担任基金会主席。1955年，她成为美国景观设计师学会名誉会员。她于1966年4月29日去世，将她的艺术收藏留给了布鲁克林博物馆。 

## 作品
巴恩斯出版的书包括：
- The Art in Painting (1925)
- The French Primitives and Their Forms from Their Origin to the End of the Fifteenth Century (1931)：与维奥莱特·德·马齐亚（Violette de Mazia）合著
- The Art of Renoir (1935)：与维奥莱特·德·马齐亚（Violette de Mazia）合著
- The Art of Henri-Matisse (1933)：与维奥莱特·德·马齐亚（Violette de Mazia）合著
- The Art of Cézanne：与维奥莱特·德·马齐亚（Violette de Mazia）合著
- Art and Education (1929-1939)：与约翰·杜威合著

## 延伸閱讀
- Hart, Henry. Dr. Barnes of Merion: An Appreciation. New York: Farrar, Straus, and Company, 1963.
- Wattenmaker, Richard. American Paintings and Works on Paper in the Barnes Foundation. Merion: The Barnes Foundation; New Haven: in association with Yale University Press, 2010.
- Dolkart, Judith and Martha Lucy. Masterworks: The Barnes Foundation. New York: Skira Rizzoli Publications Inc., 2012.
- House & Garden, December 1942 vol. 82, no. 6.
- Barnes and Beyond. Dir. Art Fennell. Fennell Media, 2014. DVD.
- The Barnes Collection. Dir. Glenn Holsten. PBS, 2012. DVD.
- The Collector: An investigation of the brilliant, passionate, and sometimes difficult personality behind the Barnes collection. Dir. Jeff Folmsbee. HBO, 2010. DVD.